# エストニア・ソビエト社会主義共和国の国歌
エストニア・ソビエト社会主義共和国の国歌(エストニア語:Eesti Nõukogude Sotsialistliku Vabariigi hümn)は、ソビエト連邦を構成する共和国の一つであったエストニア・ソビエト社会主義共和国の国歌である。